# Triqui de Copala
El triqui de Copala es una de las variantes que forman parte de la lengua triqui perteneciente a la familia mixtecana habladas en San Juan Copala, San Miguel Copala, entre otras localidades adyacentes. A esta lengua también se le suele llamar triqui bajo.

## Variantes
El Instituto Nacional de Lenguas Indígenas (INALI) reporta 4 variantes, aunque esta última es considerada una subvariante del triqui de chicahuaxtla.
- Xna'ánj nu'. Hablado en San Juan Copala
- Snáhánj nìh. Hablado en San Martín Itunyoso
- Nánj nïnh-ïn. Hablado en San Andrés Chicahuaxtla
- Tnánj nình-in. Hablado en Santo Domingo del Estado

El Ethnologue solo reporta las primeras tres.

## Fonología
En seguida se muestran los fonemas del triqui de Copala.

### Vocales
|            | Anterior | Central | Posterior |
| ---------- | -------- | ------- | --------- |
| Cerrada    | i        |         | u         |
| Intermedia | e (ɛ)    |         | o (ɔ)     |
| Abierta    |          | ɑ (ɜ)   |           |

### Consonantes
|                 | Bilabial | Alveolar | Postalveolar | Retrofleja | Palatal | Velar | Labiovelar | Glotal |
| --------------- | -------- | -------- | ------------ | ---------- | ------- | ----- | ---------- | ------ |
| Oclusiva        | p b      | t d (ð)  |              |            |         | k g   | kʷ gʷ      | ʔ      |
| Fricativa       |          | s, z     | ʃ ʒ          | ʂ          |         |       |            | h      |
| Africada        |          | t͡s       | t͡ʃ           | t͡ʂ         |         |       |            |        |
| Nasal           | m        | n (ŋ)    |              |            |         |       |            |        |
| Vibrante simple |          | ɾ (ʐ)    |              |            |         |       |            |        |
| Lateral         |          |          |              | l          |         |       |            |        |
| Aproximante     |          |          |              |            | j (j̃)   |       | w (β w̃)    |        |

### Tonos
El triqui de Copala, al igual que las demás lenguas triquis, es una lengua tonal. Tiene ocho tonos. En el cuadro siguiente el tono 1 es el más alto y el 5 es el más bajo. Actualmente se prefiere emplear el 5 para el tono más álto y el 1, el más bajo.

## Gramática

### El verbo
El aspecto perfectivo del verbo se indica mediante el prefijo /k-/ (escrito con <c> o <qu> en la ortografía práctica):
a'mii32 so'1 "tú hablas"
ca'mii32 so'1 "tú hablaste"
El mismo prefijo /k-/ más un cambio de tono indica el aspecto potencial:
ca'mii2 so'1 "hablarás"

### Sintaxis
La estructura básica de la oración triqui es verbo-sujeto-objeto (VSO), aquí un ejemplo:
| Quiránj5 | chana1 | yumi'3 | quii3 | a32         |
| compró   | mujer  | jabón  | ayer  | part. decl. |

"La mujer compró jabón ayer."